# Askim
Askim es un pueblo y un municipio en la provincia de Østfold, Noruega. Tiene una población de 15 513 habitantes según el censo de 2015. Fue establecido como municipio el 1 de enero de 1838. Su centro administrativo es el pueblo de Askim.
Está ubicado junto a uno de los ríos más largos de Noruega, el Glomma, el cual forma el límite con Spydeberg por el norte y el oeste, y con Skiptvet por el sur.  Askim también limita con Trøgstad por el noreste y con Eidsberg por el sureste.
Askim produce grandes cantidades de energía hidroeléctrica en tres presas: Solbergfoss, Kykkelsrud y Vamma. Hubo una mina de níquel en Kykkelsrud en el siglo XX.

## Información general

### Etimología
El municipio (originalmente parroquia) toma su nombre de la antigua granja Askim (nórdico antiguo: Askheimr) desde que se construyó la primera iglesia. El primer elemento del nombre es askr que significa árbol de ceniza y el último elemento es heimr que significa hogar o granja.

### Escudo de armas
El escudo de armas data de tiempos modernos. Este escudo le fue otorgado el 1 de noviembre de 1963. El escudo simboliza las tres grandes en el municipio.  Los ríos y las cascadas son aprovechadas para generar energía.

## Historia
Askim ha sido siempre un punto estratégico en las guerras debido a la relativa facilidad para cruzar el río en este punto. La última batalla entre Noruega y Suecia fue librada en el cruce del río Glomma el 9 de agosto de 1814. Se realiza una recreación histórica anualmente, así como un monumento en piedra que conmemora este evento. En el puente Fossum el ejército de Noruega defendió el cruce de la invasión alemana los primeros días de la Primera Guerra Mundial.

## Gobierno
El Consejo Municipal se encarga de dirigir el gobierno de Askim. Los resultados de las elecciones de 2007 dejaron la siguiente composición:
| Partido                                       | % votos | % cambio | Escaños | Cambio |
| --------------------------------------------- | ------- | -------- | ------- | ------ |
| Partido Laborista Noruego (Ap)                | 34.6    | +11.9    | 12      | +4     |
| Partido Conservador de Noruega (H)            | 19.4    | -1.8     | 7       | -2     |
| Partido Progresista (Noruega) (FrP)           | 19.4    | +0.4     | 7       | +1     |
| Partido Cristiano Democrático (Noruega) (KrF) | 6.5     | +0.3     | 2       | 0      |
| Askimpartiet (ASKIMP)                         | 5.9     | -1.2     | 2       | 0      |
| Partido Liberal de Noruega (V)                | 5.4     | +1.2     | 2       | +1     |
| Partido del Centro (Noruega) (Sp)             | 4.7     | -3.7     | 2       | -1     |
| Partido Socialista Izquierda (Noruega) (SV)   | 4.1     | -2.9     | 1       | -2     |
| Otros                                         | 0       | -2.9     | 0       | -1     |
| Participación                                 | 55.0    | +2.2     | 35      | 35     |